# Dicranota major
Dicranota (Rhaphidolabis) major là một loài ruồi trong họ Pediciidae. Chúng phân bố ở vùng sinh thái Nearctic.